# Mystropomus
Mystropomus is een geslacht van kevers uit de familie van de loopkevers (Carabidae). De wetenschappelijke naam van het geslacht is voor het eerst geldig gepubliceerd in 1848 door Chaudoir.

## Soorten
Het geslacht Mystropomus omvat de volgende soorten:
- Mystropomus regularis Banninger, 1940
- Mystropomus subcostatus Chaudoir, 1848